# Ina Césaire
Ina Césaire (sinh năm 1942 tại Martinique và mất ngày 24 tháng 6 năm 2025) là một nhà viết kịch và nhà dân tộc học người Martin. Trong bài viết năm 1981 cô "littérature orale et Contes  ", cô thảo luận về cách câu chuyện câu chuyện Caribe là đúng sự thật "révélateur" đó [Caribe] tinh thần và khẳng định rằng vai trò của câu chuyện dân gian vùng biển Caribe là đại diện cho văn hóa.
Cô là con gái của Aimé Césaire. Suzanne Césaire, mẹ cô là một nhà văn người Martin, có tác phẩm được kết nối với phong trào Tiêu cực Pháp ngữ.

## Công trình

### Vở kịch
- Mémoires d'Isles, Maman N. et Maman F. Paris: Phiên bản Caribéennes, 1985.
- Những đoạn văn tuyệt vời ou la Geste de Ti-Jean. Paris: Phiên bản Caribéennes, 1987.
- La Maison gần (inéd.). création 1991.
- Rosanie Soleil. Paris: Sóc. Des Auteurs et Compositeurs Dramatiques, 1992. création 1992.

### Bằng tiếng Anh
- "Ký ức đảo". Bản dịch, Christiane Makward et J. Miller. Được chơi bởi phụ nữ Pháp và Pháp ngữ. Ann Arbor: Đại học Báo chí Michigan, 1994: 49-74. ISBN 978-0-472-08258-2
- "Con gái của Lửa (Rosanie Soleil)". Dịch. Judith G. Miller: Chơi tiếng Pháp mới. New York: Nhà hát kịch Ubu, 1993: 1-53.

### Tiểu thuyết
- Zonzon Tête Carrée. Monaco: Ed. du Rocher, 1994 ISBN 978-2-268-01801-0; Monaco: Alphée / Le Serpent à Plume, 2004.

## Nhận xét
- D. J. R. Bruckner (ngày 20 tháng 10 năm 1993). "Theater in Review". The NEw York Times.
- "Viết Cảnh của Memory: Ina Cesaire của Biên bản Ghi d'Isles."[liên kết hỏng], Tạp chí Văn học Caribe, ngày 22 tháng 6 năm 2009